# Душан Крстић
Душан Крстић (Нови Сад, 25. децембар 1938 — Нови Сад, 30. јул 2014) био је српски архитекта. Највећи допринос је дао на пољу становања, нарочито на тлу Аутономне покрајине Војводине, као и вредновању квалитета становања, сврставајући се тако у низ аутора који су се бавили овом доста сложеном проблематиком на простору бивше Југославије, као што су Михаило Чанак, Федор Критовац, Пауел Гестл и многи други.

## Изведени објекти
Најзначајнији објекти архитекте Крстића су:
- Стамбене зграде у Лединцима, 1966-1968.
- Основна школа Сава Шумановић, Ердевик, 1970.
- Друштвени дом, Нови Сад, 1970.
- Стамбени блок на Лиману I, Нови Сад, 1975-1980.